# Työmössaaret
Työmössaaret är en ö i Finland. Den ligger i sjön Saimen och i kommunerna Klemis och Taipalsaari och landskapet Södra Karelen, i den södra delen av landet, 190 km nordost om huvudstaden Helsingfors. Öns area är 0,6 hektar och dess största längd är 180 meter i sydöst-nordvästlig riktning.  Notera att namnet antyder att det är fråga om flera öar.